# DINFIA IA 35 Huanquero
Le DINFIA IA35 Huanquero est un avion de transport militaire multirôles argentin des années 1950. Il servait d'avion d'entraînement pour la navigation mais aussi la photographie, le bombardement, l'attaque au sol. De plus il était également utilisé pour le transport léger et la reconnaissance.

## Historique
Son premier vol a lieu le 7 août 1953.
De 1945 à 1955, cet avion est le seul parmi plusieurs projets à être construit en série.
L'avion a été construit par l'ingénieur allemand Paul Klages. Originellement conçu pour être un avion de transport, il a été aussi conçu pour larguer des bombes, des roquettes, du napalm, mais aussi des bagages et porter plusieurs mitrailleuses.
Les entraînements au tir commencent le 11 juillet 1959 à l'école d'aviation militaire. A la fin des années 1960, les avions étaient réparties entre les bases de Paraná et Santa Fe.
Dans les années 1970 l'avion est considéré obsolète en raison de ses moteurs à pistons I.Ae. 16 El Gaucho et de la conception du cockpit ancienne. Le 31 décembre 1973, l'avion est retiré du service et effectue son dernier vol en mars 1974 avant de rejoindre les musées.

### Successeur
Pendant les années 1960, on demande à l'ingénieur Hector Eduardo Ruíz de travailler sur une remotorisation de l'avion avec des Turbomeca Bastan. Au cours de son travail, il revoit la conception des portes, de l'empennage, des trains d'atterrissage et du nez ce qui donne une toute nouvelle version appelée IA-35 Guaraní.
Les travaux sont tels que la production du Huanquero s'arrête à 43 exemplaires au lieu des 100 prévus et on se contente de finir les modèles qui sont sur la ligne de production avant de démarrer la production de l'avion qu'on appellera alors IA-50 Guaraní II ou plus simplement G II.

## Versions
IA 35 Type IA : Pour l'entraînement à la navigation et aux instruments.
IA 35 Type IU : Pour l'entraînement aux bombardements et au mitraillage.
IA 35 Type II : Pour le transport léger avec 3 membres d'équipage et 7 passagers.
IA 35 Type III : Avion-ambulance avec 3 membres d'équipage et 4 brancards.
IA 35 Type IV : Pour la reconnaissance photographique avec 3 membres d'équipage et un photographe.
Constancia II : Projet avec des moteurs Turbomeca Bastan.

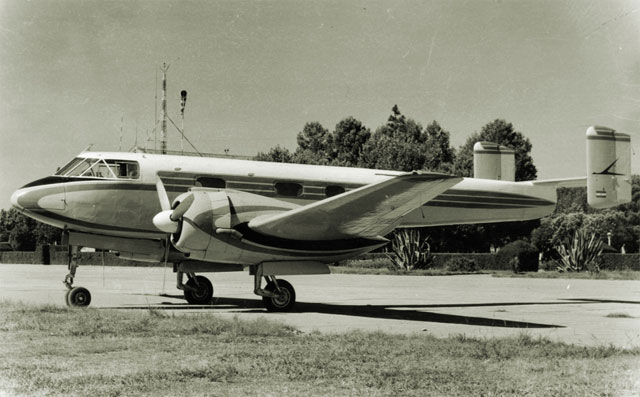
Un Pandora.

Pandora : Transport civil pour 10 passagers.

## Utilisateurs
Argentine : Armée de l'air.